# Música de Rua (canção)
"Música de Rua" é uma canção gravada pela artista musical brasileira Daniela Mercury para seu terceiro álbum de estúdio, Música de Rua (1993). A canção alcançou o primeiro lugar nas rádios brasileiras.